# Missing (小説)
『Missing』（ミッシング）は、甲田学人による日本のライトノベル。イラストは翠川しんが担当している。電撃文庫（メディアワークス）より2001年7月から2005年6月まで刊行された。その後メディアワークス文庫（KADOKAWA）より新装版が2020年5月から2022年11月まで刊行された。新装版の表紙絵は花邑まい。番外編として『夜魔』が刊行されている。2020年5月時点でシリーズ累計部数は150万部を突破している。
メディアミックスとしては、「神隠しの物語」が睦月れいにより『電撃hp』で漫画化、連載されている。また『Missing』のタイトルで、『電撃マオウ』（KADOKAWA）にて2023年7月号より2025年7月号まで日野杏寿によるコミカライズが連載された。また、ラジオ番組「電撃大賞」で放送されたラジオドラマのCDも発売されている。
近藤武巳から見た空目恭一の物語であるとされているが、様々な人物の視点から物語が進んでいく。題材の殆どは民俗学及びオカルトの一部から採られている。また作中では登場人物の多数が死ぬ、精神を病む、狂うなど、スプラッタな描写も多い。

## あらすじ

### 本編
房総半島に位置する聖創学院大附属高校を舞台とし、文芸部に所属する高校2年生の男女5人と“神隠し”の少女をメインとして物語は展開する。
1巻 神隠しの物語
その少女に関わる者は全てが“異界”へ消え失せるという怪異なる都市伝説 。恋愛否定主義者の“魔王陛下”こと空目恭一の『彼女』と称される少女。その少女が突如現れたのをきっかけに、空目が姿を消してしまった。残された文芸部の面々は、空目を取り戻す事が出来るのか?　
2巻 呪いの物語
木戸野亜紀のもとに1枚のファックスが届いた。ただの悪戯チェーンFAXに思われたそれは、実はとんでもない代物だった。次々に襲い掛かる凄惨な現象。空目率いる文芸部の面々は、亜紀を救うことが出来るのか？
3巻 首くくりの物語
図書館の本にまつわる三つの約束事。それを破ると恐るべき異変が起こる。日下部稜子が借りた本の中に、覚えの無い一冊の本が混じっていた。それをきっかけに、『三人兄弟』と『首吊り』に関わる怪異が連鎖して起こり始める。
4巻 首くくりの物語・完結編
異端の作家・大迫栄一郎の残した忌まわしい本『奈良梨取考』。首をくくって死んだ稜子の姉、歩由実の兄、そして…　空目率いる文芸部の面々は、一人の“魔道師”の陰謀から稜子を守れるのか？
5巻 目隠しの物語
稜子に誘われて、“そうじさま”と呼ばれる怪しげな儀式に参加した近藤武巳。儀式の間に起こった現象、そして主催者の月子が自殺したのを機に、彼らの周りに異変が起こり始める。時折視界をよぎる『目隠しをした少年』の影は、武巳にどんな影響をもたらすのか。そして残った“感染者”の運命は。
6巻 合わせ鏡の物語
聖創学院大付属高校に訪れた文化祭の季節。美術部の展覧会場に設置された特別展に飾られた、一人の美術部員の“悪夢”を描いた連作。その絵は、空目達文芸部の面々に充分衝撃をもたらすものだった。文化祭の喧騒にまぎれて、また新たなる怪異が始まる。
7巻 合わせ鏡の物語・完結編
異変の元凶と目されていた八純啓を襲った異常事態。怪異はまだ終わっていなかった。『合わせ鏡』が次々に引き起こす現象に、空目達はどう対応するのか。
8巻 生贄の物語
聖創学院大付属高校の女子寮シャワー室から少女が一人消えた。再び始まる『物語』。生贄と、“宮司”。一方、空目はある決意を固めた。それは。
9巻 座敷童の物語
聖創学院大付属高校に“魔女”が帰還した。大勢の、“使徒”を連れて。それと同時に突如流行り始めた奇妙な“オマジナイ”の正体とは?
10巻 続・座敷童の物語
聖創学院にどんどん蔓延する『自分の欠けたものを補ってくれる儀式』。その怪異に影響される一人の少女、そしてその結末とは。
11巻 座敷童の物語・完結編
亀裂が修復できなくなり、ついに分裂してしまった文芸部。しかしそんな中、自分の欠けたものを補ってくれるオマジナイ“どうじさま”に隠された真の目的が判明する。
12巻 神降ろしの物語
聖創学院を蝕む多すぎる数の怪談。しかし、『携帯電話が死人の声を受信する』という噂が急速に広がると同時に、その数は減っていき。それは果たして何を意味しているのか、最後の『物語』が動き始める。最後に待ち受けるものとは。
13巻 神降ろしの物語・完結編（最終巻）
儀式の進行を止められない、分裂状態の文芸部の面々。“神隠し”の少女。願望を果たそうとする“魔道師”。ただ嗤う“魔人”と、儀式の主催者“魔女”。しかして、最後の『物語』の結末は。

### 番外編 「夜魔」
電撃hpや電撃hpSPECIALにて掲載された作品。ハードカバーで単行本化。登場人物は神野と中学生時代の詠子、そしてそれぞれの話の迷い子達。hpとhpSPESIALに掲載されたのは『夜魔 罪科釣人奇憚』、『夜魔 薄刃奇譚』、『夜魔 魂蟲奇譚』の3つ。単行本には上記の他に『繕異奇譚』、『魄線奇譚』、『現魔女奇譚』の3つが加わっている。
『罪科釣人奇譚』（とがつりびときたん）
「目潰し魔」といわれている連続殺人鬼、阿坂洋介。彼は鏡の中に棲んでいる異形の『魚』が見え、珍しい『魚』が棲む人間の瞳を“釣り場”として使用していた。ある夏の日の朝、いつものように“釣り”をしていた時、散歩をしていた中学生の十叶詠子に出会う。彼女の瞳で“釣り”をしようとした時、“彼”が現れた。
『繕異奇譚』（つくろいきたん）
実家からぬいぐるみを持ち帰った翌日、三条歩は『白い手』の悪夢を見た。時間がたつにつれ、徐々に悪化していく悪夢。その原因がぬいぐるみにある事に歩が気づいた時、悪夢が現実になり始めた。
『魂蟲奇譚』（こんちゅうきたん）
樋渡直樹には「蟲」が視えた。「蟲」が人の魂だと気づいていた直樹は、中二の終わりに肺炎をこじらせる。激痛のあまり死を覚悟した直後、直樹は自分の体の中から「蟲」が這い出そうとするのを感じる。「蟲」への恐怖から一命を取り留めた直樹だったが、その後、だんだんと「蟲」を視る力が強くなっていった。
『薄刃奇譚』（はくじんきたん）
中学生だった十叶詠子のクラスメイト、井江田孝。彼は、城山・尾久・赤木・河本の四人から酷いいじめを受けていた。四人への激しい憎悪から、自分をカッターで傷つけているうち、ついに死ぬ程の傷を自分自身でつけてしまう。だんだんと薄れゆく意識の中、それでも四人への憎悪を抱き続けていると、“彼”が現れた。
『魄線奇譚』（はくせんきたん）
詩乃と歌乃は、八年前に幼馴染みであった「祐くん」を交通事故で失ってしまう。「祐くん」が二人の目の前でトラックに轢かれ、無惨な死体となってしまったあの事件は、いつしか二人の間で禁忌の話題となっていた。ある日、二人は「祐くん」が死んだ交差点で十叶詠子に出会った。
『現魔女奇譚』（ゆめまじょきたん）
十叶詠子は、毎朝飼い犬のヨハンと散歩をしていた。さまざまな「モノ」達に出会いながら散歩を続けていると、神社で神野陰之に出会った。

## 主要な登場人物
声はラジオドラマの声優。
近藤 武巳 （こんどう たけみ）…「追憶者」
声 - 保志総一朗
本作の主人公。超平凡な少年。自分の平凡さを自覚するが故に、人外的な者、つまりは変な奴に憧れている。空目ファンクラブの会員1号だが、それが後に哀しい結果を生むことに。メインキャラ6人の中では一人だけ過去が分かっておらず、両親の健在が確認されているだけである。『異界』へ導く鈴を持ち、普段は携帯電話のストラップとして持ち歩いている。性格は社交的で、文芸部内では"平凡"同士の稜子と特に仲がいい。文芸部員。
空目 恭一 （うつめ きょういち）…「影」「人界の魔王」
声 - 緑川光
魔王陛下と呼ばれる、動く奇怪図書館。眉目秀麗だが鋭すぎる目つきをしているため、人に恐れられることが多い。小さい頃に弟・想二とともに神隠しに遭ったため、『異界』の匂いがわかる。またその時消えた弟を偲んでいつも黒い服を着ている。“黒い”知識は膨大無限。常に無表情無感動で他人に期待する事が無く、望みもハッキリと抱く事は無いが、しかし一方で無意識に死を望んでいる節もある。そして完璧な恋愛否定論者（本人曰く「恋愛は所有欲の延長」）。文芸部員。
あやめ …「神隠し」「人の形を希む風」
声 - 水城レナ
儚く寂しい微笑が印象的な美少女。長い髪と臙脂色の服が特徴。綺麗な詩を詠い、その詩には異界のモノに対抗する力がある。もともと異界の存在であるため、普通の人間は「紹介される」などのきっかけがないとその存在を認識できない。いつもおどおどとしていて、控え目な性格。“捧げられた供儀”。一時的に「近藤」姓がついたことがある。
村神 俊也 （むらかみ としや）…「シェーファーフント」 後に 「狼人（ルーガルー）」以前は「狼」
声 - 野島健児
幼少時代のトラウマから、幼馴染の空目や仲間たちを守ろうと必死になる。『異界』に恐怖心を持っていたが…。長身のおかげもあり運動能力は抜群である。特に叔父に習っていた為空手が得意。実家は羽間市内唯一の神社である。文芸部員。
木戸野 亜紀 （きどの あき）…「ガラスのケモノ」
声 - 田村ゆかり
クールな毒舌美少女。幼い頃酷いイジメをうけたため、それに負けぬよう高いプライドを作り上げ、他人を見下すとこで自己を安定させるようになった。しかし、そんな自分の歪みを自覚し、嫌悪している。いじめの経験から集団生活を恐れるため、羽間市の学生には珍しくアパートで1人暮らしをしている。空目の事を“恭の字”と呼び、密かに空目の事を慕っている。そのため、あやめに対してはあまりいい感情を持っていない。文芸部員。犬神筋。
日下部 稜子 （くさかべ りょうこ）…「優しい鏡」「鏡」
声 - 川上とも子
他人と想いを共有する力が秀ですぎている、明るく優しい少女。社交的で友達は多いが、そのため色々と危ない目に遭うことも多い。複雑な家庭環境を持つ。空目の事を“魔王様”と呼び、空目ファンクラブの会員2号。武巳に想いを寄せる。文芸部員。
十叶 詠子 （とがの よみこ）…「現代の魔女」「魔女」
声 - 大本眞基子
自らを『魔女』と呼び、周りからもそう呼ばれている三年生。意味深な発言をする謎の人物。無邪気過ぎて異常。邪悪が欠如した異端者。普段は中庭にいて、一人微笑んでいることが多い。「みんな」が仲良くなれるよう願っている。
『このライトノベルがすごい！』女性キャラクター部門では2006年版で8位を獲得している。
神野 陰之 （じんの かげゆき）…「夜闇の魔王」「名付けられし暗黒」「全ての善と悪の肯定者」「いと古き者の代理人」「最初の魔人」「受肉した神の片鱗」
声 - 稲田徹
闇。武巳に鈴を渡した張本人。人間であるかどうかも不明確な、謎の多い存在。詠子と関わりを持つ。秘密を知りすぎて、自身が魔法になった。願望を持たず、変化を愛する。摩津方の師。人間であった頃の名前は神野三郎陰之。
小崎 摩津方　（おざき まつかた）…「魔道師」「世界樹に吊るされし魔術師」
「大迫栄一郎」のペンネームを持つ作家。魔道師。聖創学院大附属高校の創設者の一人で、学校に多数の魔術土台を残した張本人。彼の書いた本は「本物」＝怪異を導く危険性が高いとして、『機関』から徹底的なマークを受けているため、現在民間にはほとんど出回っていない（空目は彼の本を多数所有しているが、これは個人所有であるため『機関』の手が回らなかったからである）。婚後の名は「大迫摩津方」。高校のある木に首を吊って自殺した。酷く歪んだ笑みを浮かべるのが特徴。純粋な邪悪の持ち主。
芳賀 幹比古 （はが みきひこ） …「黒衣の男」
声 - 田中秀幸
都市伝説に出てくる『黒服』。『機関』のエージェント。社会に対する異常な影響力を持つこの『機関』のお陰で、人が何十人死んでも大ごとにならない。しばしば空目達の前に現れては、「怪異」に関する情報、時には命令を与える。空目のことを「実験体」と呼び、監視・観察を続ける。

### その他の登場人物
基城 敦（きじょう あつし）
『神隠しの物語』及び『座敷童の物語』で登場。羽間市を任地とする『機関』のエージェントの一人。
基城 秦（きじょう ゆたか）
『神隠しの物語』で登場。敦の双子の弟で、同じく『機関』のエージェント。あやめを『回収』するため、空目たちをつけ狙う。羽間市配属ながら当地ゆかりの「大迫栄一郎」については親和性の高い作家ということしか知らされていない模様。
柳川 則彦（やながわ のりひこ）
『呪いの物語』で登場。聖創学院大附属高校の古典教師。態度が悪い生徒にはしつこく注意するため、生徒からの評判は良くなかった。犬神に憑かれた亜紀に絡んだ直後、謎の失踪を遂げる。
宗谷（そうや）
『呪いの物語』で登場。聖創学院大附属高校3年生。亜紀に「呪いのFAX」を送り難を逃れようとしたが、犬神たちに食い殺された。
大迫 歩由実（おおさこ ふゆみ）
『首括りの物語』で登場。聖創学院大附属高校3年生。身の回りに「首吊り死体」が見えるので、芳賀の薦めで空目たちに相談する。
大迫 水方（おおさこ みなかた）
『首括りの物語』で登場。聖創学院大附属高校図書室管理人。歩由美の父親で、小崎摩津方の実子。家を訪問した空目たちに対して温厚そうな態度をとる。
日下部 霞織（くさかべ かおり）
『首括りの物語』で登場。稜子の従姉。突如謎の首吊り自殺を遂げる。
空目 想二（うつめ そうじ）／そうじさま
『目隠しの物語』で登場。幼い頃、異界へと連れ去られた空目の弟。「コックリさん」を模した儀式「そうじさま」によって現代に現れた。姿は連れ去られた時のままである。
雪村 月子（ゆきむら つきこ）
『目隠しの物語』で登場。久美子、多絵、稜子、武巳と共に、「そうじさま」の儀式を行う。その後、原因不明の自殺を遂げる。
中市 久美子（なかいち くみこ）
『目隠しの物語』で登場。多絵の友人。月子らと共に「そうじさま」の儀式を行う。
森居 多絵（もりい たえ）
『目隠しの物語』で登場。久美子の友人。自己主張が苦手で、どもりながら話す。月子に尊敬の念を抱いている。月子らと共に「そうじさま」の儀式を行う。
沖本 範幸（おきもと のりゆき）
『合わせ鏡の物語』で初登場、以降もたびたび登場する。武巳のルームメイトで親友。活発な性格で、武巳が塞ぎ込んでいるときは何かと励ましの言葉をかける。美術部所属で、同じ部に所属する大木奈々美と付き合っている。
八純 啓（やずみ けい）
『合わせ鏡の物語』で登場。聖創学院大附属高校3年生で、美術部部長。昔事故で左目の視力を失ったが、それ以降異形の物が見えるようになった。同じような存在である空目と意気投合する。
大木 奈々美（おおき ななみ）
『合わせ鏡の物語』で登場。聖創学院大附属高校2年生。美術部所属。部全体を取り仕切るリーダー的存在。沖本の彼女。突如謎の失踪を遂げる。
赤名 裕子（あかな ゆうこ）
『合わせ鏡の物語』で登場。聖創学院大附属高校2年生。美術部所属。奈々美の友人で、よく二人で一緒にいる。奈々美の失踪直前に同じく失踪する。
水内 範子（みずうち のりこ）
『合わせ鏡の物語』で登場。聖創学院大附属高校1年生。美術部所属。明るい性格で、部内のムードメーカー。八純に対しては尊敬の念を抱いていた。
日下部 聡子（くさかべ さとこ）
『合わせ鏡の物語』で登場（名前だけ『神隠しの物語』で先行登場）。稜子の実姉。13年前交通事故で亡くなった。
三塚（みつづか）
『生贄の物語』で登場。聖創学院大附属高校理事長。先祖代々『宮司』の役割を務めてきていた。女子生徒の失踪事件に関与していると思われる。
夏樹 遥（なつき はるか）
『生贄の物語』で登場。聖創学院大附属高校1年生。稜子のルームメイト希（のぞみ）の薦めで、友人の失踪事件を相談することになる。
西 由佳里（にし ゆかり）
『生贄の物語』で登場。聖創学院大附属高校1年生。ある日謎の失踪を遂げる。
木村 圭子（きむら けいこ）
『座敷童の物語』で登場。聖創学院大附属高校1年生。美術部所属。大人しく、人見知りする性格。例の「おまじない」を行う。
赤城屋 一郎（あかぎや いちろう）
『座敷童の物語』で登場。聖創学院大附属高校3年生。眼鏡をかけた長身の男性。『異界』から生還した人間の一人で、"高等司祭（ハイ・プリースト）"を名乗り、詠子の下で「魔女団（カヴン）」を率いる。
湯浅 みちる（ゆあさ-）
『座敷童の物語』で登場。聖創学院大附属高校2年生。黒縁眼鏡をかけた地味な女性。赤城屋同様"高等女祭（ハイ・プリーステス）"を名乗り、「魔女団」を率いる。
広瀬 由輝男（ひろせ ゆきお）
『座敷童の物語』で登場。聖創学院大附属高校3年生。陸上部に所属する色黒の男性。赤城屋同様"高等司祭"を名乗り、「魔女団」を率いる。
阿坂洋介（あざか ようすけ）
三条歩（さんじょう あゆみ）
樋渡直樹（ひわたり なおき）
井江田孝（いえだ たかし）
城山
尾久
赤木
河本
詩乃
歌乃

## 用語
異界
この世とは異なる場所。作中では主に、「枯草に少しの鉄錆を含ませたような匂い」を持つ、「赤い空」の異界を指す。基本的に現世と同じ場所に同じ状態で重なり合って存在している、一種のパラレルワールド（現世が学校の場合は異界にも同じ場所に学校の建物がある）。異界に取り込まれた人間は殆どが「できそこない」と呼ばれる肉塊のようなものになる。あやめは人間をこの異界に取り込むことができる。
物語
何か不可思議な物事の由来となるもの。作中では特に、その物語を知った人間に何等かの魔術的な影響を与えるものを言う。
神隠し
人間を異界に連れて行くという現象。あるいは人間を異界に連れて行く「人でないもの」。作品内では、「神隠しにさらわれた人間は、神隠しとなる」という法則が成り立っている。あやめがこれにあたる。
神降ろし
異界から神を人間界に降ろすこと。
憑き物筋
物語に憑りつかれやすい血筋。或いは物語の怪異を式神として使役してきた血筋のこと。
機関
物語の感染を防ぐ為の機関。魔術や都市伝説など科学的でない事柄を表に出さないよう暗躍する組織。都市伝説のメン・イン・ブラックそのもの。
聖創学院大付属高校
主要人物のほとんどが通う学校にして、作品の主な舞台。総合学科を備える高校であり、生徒が個々人に合わせたカリキュラムを組むことができる。

## 既刊一覧

### 小説（本編）
- 甲田学人（著）・翠川しん（イラスト）、メディアワークス〈電撃文庫〉、全13巻
  - 『Missing 神隠しの物語』、2001年7月25日初版発行（7月10日発売[10]）、ISBN 4-8402-1866-8
  - 『Missing2 呪いの物語』、2001年10月25日初版発行（10月10日発売[11]）、ISBN 4-8402-1946-X
  - 『Missing3 首くくりの物語』、2002年1月25日初版発行（1月10日発売[12]）、ISBN 4-8402-2010-7
  - 『Missing4 首くくりの物語・完結編』、2002年3月25日初版発行（3月10日発売[13]）、ISBN 4-8402-2061-1
  - 『Missing5 目隠しの物語』、2002年6月25日初版発行（6月10日発売[14]）、ISBN 4-8402-2112-X
  - 『Missing6 合わせ鏡の物語』、2002年10月25日初版発行（10月10日発売[15]）、ISBN 4-8402-2188-X
  - 『Missing7 合わせ鏡の物語・完結編』、2003年1月25日初版発行（1月10日発売[16]）、ISBN 4-8402-2263-0
  - 『Missing8 生贄の物語』、2003年5月25日初版発行（5月10日発売[17]）、ISBN 4-8402-2376-9
  - 『Missing9 座敷童の物語』、2003年10月25日初版発行（10月10日発売[18]）、ISBN 4-8402-2485-4
  - 『Missing10 続・座敷童の物語』、2004年1月25日初版発行（1月10日発売[19]）、ISBN 4-8402-2571-0
  - 『Missing11 座敷童の物語・完結編』、2004年7月25日初版発行（7月10日発売[20]）、ISBN 4-8402-2703-9
  - 『Missing12 神降ろしの物語』、2005年3月25日初版発行（3月10日発売[21]）、ISBN 4-8402-2996-1
  - 『Missing13 神降ろしの物語・完結編』、2005年6月25日初版発行（6月10日発売[22]）、ISBN 4-8402-3038-2

### 小説（本編・新装版）
- 甲田学人（著）・花邑まい（表紙）、KADOKAWA〈メディアワークス文庫〉、全13巻
  - 『Missing 神隠しの物語』、2020年5月25日初版発行（5月23日発売[23]）、ISBN 978-4-0491-3081-2
  - 『Missing2 呪いの物語』、2020年9月25日初版発行（同日発売[24]）、ISBN 978-4-0491-3457-5
  - 『Missing3 首くくりの物語〈上〉』、2020年11月25日初版発行（同日発売[25]）、ISBN 978-4-0491-3460-5
  - 『Missing4 首くくりの物語〈下〉』、2020年11月25日初版発行（同日発売[26]）、ISBN 978-4-0491-3461-2
  - 『Missing5 目隠しの物語』、2021年2月25日初版発行（同日発売[27]）、ISBN 978-4-0491-3638-8
  - 『Missing6 合わせ鏡の物語〈上〉』、2021年6月25日初版発行（同日発売[28]）、ISBN 978-4-0491-3779-8
  - 『Missing7 合わせ鏡の物語〈下〉』、2021年8月25日初版発行（同日発売[29]）、ISBN 978-4-0491-3780-4
  - 『Missing8 生贄の物語』、2021年10月25日初版発行（10月22日発売[30]）、ISBN 978-4-0491-4063-7
  - 『Missing9 座敷童の物語〈上〉』、2021年12月25日初版発行（12月22日発売[31]）、ISBN 978-4-0491-4168-9
  - 『Missing10 座敷童の物語〈中〉』、2022年3月25日初版発行（同日発売[32]）、ISBN 978-4-0491-4362-1
  - 『Missing11 座敷童の物語〈下〉』、2022年7月25日初版発行（7月23日発売[33]）、ISBN 978-4-04-914501-4
  - 『Missing12 神降ろしの物語〈上〉』、2022年10月25日初版発行（同日発売[34]）、ISBN 978-4-04-914698-1
  - 『Missing13 神降ろしの物語〈下〉』、2022年11月25日初版発行（11月24日発売[35]）、ISBN 978-4-04-914699-8

### 小説（番外編）
- 甲田学人（著）・三日月かける（挿絵（電撃文庫版））『夜魔』 アスキー・メディアワークス〈電撃の単行本〉、全1巻 / アスキー・メディアワークス〈電撃文庫・メディアワークス文庫〉、全2巻
  1. 2005年11月30日初版発行（11月10日発売[36]）、ISBN 4-8402-3249-0
    - 【分冊・電撃文庫版】『夜魔 －奇－』2010年1月10日初版発行（同日発売[37]）、ISBN 978-4-04-868277-0
    - 【分冊・メディアワークス文庫版】『夜魔 －怪－』2010年1月25日初版発行（同日発売[38]）、ISBN 978-4-04-868287-9

### 漫画
- 甲田学人（原作）・睦月れい（作画）『Missing 神隠しの物語』、メディアワークス〈電撃コミックス〉、全3巻
  1. 2005年6月27日発売[39]、ISBN 4-8402-3073-0
  2. 2005年9月27日発売[40]、ISBN 4-8402-3192-3
  3. 2005年11月26日発売[41]、ISBN 4-8402-3251-2
- 日野杏寿（漫画）・甲田学人（原作）・花邑まい（キャラクター原案）『Missing』KADOKAWA〈電撃コミックスNEXT〉、全4巻
  1. 2023年10月26日発売[42][43]、ISBN 978-4-04-915309-5
  2. 2024年4月26日発売[44]、ISBN 978-4-04-915730-7
  3. 2024年10月25日発売[45]、ISBN 978-4-04-916073-4
  4. 2025年7月26日発売[46]、ISBN 978-4-04-916606-4

## ラジオドラマ
Missing 呼び声の物語
この作品は5巻と6巻の間の物語で、呪いのカセットテープの話である。なお、おまけとして「Missing　百物語」も収録されている。また、16ページのブックレットと特製オリジナルタロットカードの大アルカナ22枚が同梱されている。